# 罗纳德·M·埃文斯
罗纳德·埃文斯（英語：Ronald M. Evans，1949年4月17日—），出生于洛杉矶，美国生物学家，教授，索尔克生物研究所生物学家和霍华德休斯医学研究所的研究员。

## 学术研究
他的研究主要集中在核激素信号和代谢的功能。

## 奖项和荣誉
1989年，埃文斯入选为美国科学院院士。2003年，他被授予March of Dimes发育生物学奖，2004年获得拉斯克基础医学研究奖。他还获得过哈维奖（2006年）、盖尔德纳基金会国际奖（2006年）、奥尔巴尼医学中心奖（2007年）和沃尔夫医学奖（2012年）。
埃文斯也是H指数最高的十位在世生物学家之一。